# Maria Anna Habsburg (1610–1665)
Maria Anna Habsburg, niem. Maria Anna von Österreich (ur. 13 stycznia 1610 w Grazu, zm. 25 września 1665 w Monachium) – arcyksiężniczka austriacka, elektorowa Bawarii.

## Życiorys
Córka cesarza Ferdynanda II Habsburga i księżniczki bawarskiej Marii Anny Wittelsbach. Jej dziadkami byli: arcyksiążę Karol Styryjski i Maria Anna Wittelsbach oraz książę Bawarii Wilhelm V Wittelsbach i Renata Lotaryńska.
15 lipca 1635 roku poślubiła w Wiedniu swojego wuja elektora Bawarii Maksymiliana I, syna Wilhelma V Wittelsbacha i Renaty Lotaryńskiej. Para miała dwóch synów:
- Ferdynanda (1636–1679) – elektora Bawarii
- Maksymiliana (1638–1705) – księcia Bawarii

Ślub Maksymiliana i Marii Anny nie był jedynie posunięciem politycznym, miał przede wszystkim zapewnić Bawarii następcę tronu. Maria była drugą żoną Maksymiliana, z pierwszego małżeństwa elektor nie miał potomków. Maria Anna uważana była za osobę sprytną, ostrożną, energiczną, oszczędną. Miała również doświadczenie w zarządzaniu finansami. W przeciwieństwie do pierwszej żony Maksymiliana brała udział w życiu politycznym (uczestniczyła w posiedzeniach gabinetu). Po śmierci męża sprawowała regencję nad małoletnim synem Ferdynandem.